# مارتهال
مارتهال (به انگلیسی: Marthall) یک روستا و محله مدنی در بریتانیا است که در چشر شرقی واقع شده‌است.